# Tetrastigma chapaense
Tetrastigma chapaense är en vinväxtart som beskrevs av Merrill. Tetrastigma chapaense ingår i släktet Tetrastigma och familjen vinväxter. Inga underarter finns listade i Catalogue of Life.